# Falaropo-de-wilson
O falaropo-de-wilson ou pisa-n'água (Phalaropus tricolor) é uma ave pertencente à ordem Charadriiformes e à família Scolopacidae. É o maior dos falaropos, sendo cerca de 15% maior que o falaropo-de-bico-grosso, do qual se distingue pelo seu maior tamanho e pelo bico mais longo e também pelo comportamento diferente.
Este falaropo distribui-se pelo continente americano. Nidifica na parte ocidental do Canadá e dos Estados Unidos da América e inverna na América do Sul. A sua ocorrência na Europa é acidental.

## Subespécies
A espécie é monotípica (não são reconhecidas subespécies)